# Friauville
Friauville é uma comuna francesa na região administrativa de Grande Leste, no departamento de Meurthe-et-Moselle. Estende-se por uma área de 6,34 km². Em 2010 a comuna tinha 372 habitantes (densidade: 58,7 hab./km²).